# Falcatulula
Falcatulula là một chi bướm đêm thuộc họ Geometridae.